# Deutsche Badmintonmeisterschaft 1987
Die Deutsche Badmintonmeisterschaft 1987 fand vom 30. Januar bis zum 1. Februar 1987 in Oberhausen statt.

## Medaillengewinner
| Disziplin    | Gold                                                                                | Silber                                                                        | Bronze                                                                        |
| ------------ | ----------------------------------------------------------------------------------- | ----------------------------------------------------------------------------- | ----------------------------------------------------------------------------- |
| Herreneinzel | Guido Schänzler (TTC Brauweiler 1948)                                               | Jürgen Gebhardt (TV Mainz-Zahlbach)                                           | Stephan Kuhl (TTC Brauweiler 1948)                                            |
| Herreneinzel | Guido Schänzler (TTC Brauweiler 1948)                                               | Jürgen Gebhardt (TV Mainz-Zahlbach)                                           | Gerhard Treitinger (SV Fortuna Regensburg)                                    |
| Dameneinzel  | Katrin Schmidt (TuS Wiebelskirchen)                                                 | Eva-Maria Zwiebler (1. BC Beuel)                                              | Birgit Schilling (SV Fortuna Regensburg)                                      |
| Dameneinzel  | Katrin Schmidt (TuS Wiebelskirchen)                                                 | Eva-Maria Zwiebler (1. BC Beuel)                                              | Kirsten Schmieder (TTC Brauweiler 1948)                                       |
| Herrendoppel | Thomas Künstler (TV Mainz-Zahlbach) Stefan Frey (TV Mainz-Zahlbach)                 | Ralf Rausch (FC Bayer 05 Uerdingen) Volker Eiber (TuS Wiebelskirchen)         | Guido Schänzler (TTC Brauweiler 1948) Stephan Kuhl (TTC Brauweiler 1948)      |
| Herrendoppel | Thomas Künstler (TV Mainz-Zahlbach) Stefan Frey (TV Mainz-Zahlbach)                 | Ralf Rausch (FC Bayer 05 Uerdingen) Volker Eiber (TuS Wiebelskirchen)         | Uwe Scherpen (Kölner FC Blau Gold) Gerhard Treitinger (SV Fortuna Regensburg) |
| Damendoppel  | Kirsten Schmieder (TTC Brauweiler 1948) Petra Dieris-Wierichs (TTC Brauweiler 1948) | Mechtild Hagemann (TV Mainz-Zahlbach) Cathrin Hoppe (TV Mainz-Zahlbach)       | Elke Schrick (1. DBC Bonn) Dorett Hökel (1. DBC Bonn)                         |
| Damendoppel  | Kirsten Schmieder (TTC Brauweiler 1948) Petra Dieris-Wierichs (TTC Brauweiler 1948) | Mechtild Hagemann (TV Mainz-Zahlbach) Cathrin Hoppe (TV Mainz-Zahlbach)       | Andrea Krucinski (1. BV Mülheim) Christine Skropke (FC Bayer 05 Uerdingen)    |
| Mixed        | Volker Eiber (LZ Saar) Katrin Schmidt (TuS Wiebelskirchen)                          | Ralf Rausch (FC Bayer 05 Uerdingen) Christine Skropke (FC Bayer 05 Uerdingen) | Guido Schänzler (TTC Brauweiler 1948) Kirsten Schmieder (TTC Brauweiler 1948) |
| Mixed        | Volker Eiber (LZ Saar) Katrin Schmidt (TuS Wiebelskirchen)                          | Ralf Rausch (FC Bayer 05 Uerdingen) Christine Skropke (FC Bayer 05 Uerdingen) | Stefan Frey (TV Mainz-Zahlbach) Mechtild Hagemann (TV Mainz-Zahlbach)         |